# Buhler (Kansas)
Buhler est une ville américaine située dans le comté de Reno dans l’État du Kansas. En 2010, sa population,était de 1 327 habitants.